# Quentin Faure
Quentin Faure est un acteur français.

## Biographie
En 2005, il entre à l'École supérieure d'art dramatique du Conservatoire à rayonnement régional de Montpellier, puis en 2008 au Conservatoire national supérieur d'art dramatique de Paris. Il est engagé à sa sortie du conservatoire par Olivier Py pour interpréter Tybalt dans Roméo et Juliette au théâtre de l'Odéon en 2011.
Il débute à la télévision dans la série historique franco-allemande Borgia.
En 2018, il joue aux côtés d'Audrey Lamy dans le film Les Invisibles. 
En 2020, il incarne un champion de boxe dans le film Miss de Ruben Alves, et il sert de voix à un personnage du long métrage animé Petit Vampire de Joann Sfar.
En 2021, il joue l'un des personnages principaux de la série policière Les Invisibles sur France 2.

## Filmographie

### Cinéma

#### Longs métrages
- 2016 : Les Têtes de l'emploi d'Alexandre Charlot et Franck Magnier : le gitan
- 2016 : Bastille Day de James Watkins : un policier
- 2018 : Les Invisibles de Louis-Julien Petit : Laurent
- 2019 : Deux Moi de Cédric Klapisch : Guillaume
- 2020 : Petit Vampire de Joann Sfar : Fantomate (voix)
- 2020 : Miss de Ruben Alves : Élias
- 2022 : Novembre de Cédric Jimenez : Benoît
- 2022 : Le Petit Nicolas : Qu’est-ce qu’on attend pour être heureux ? d'Amandine Fredon et Benjamin Massoubre : l'interviewer / le contrôleur / le journaliste / le serveur (voix)

#### Courts métrages
- 2010 : Airtel - Endless Goodbye de Philippe Andre
- 2015 : Violence en réunion de Karim Boukercha : Un policier
- 2016 : La Caverne de Joann Sfar
- 2019 : The noisy silence d'Agostino Fontana : Le père de César
- 2021 : Masque-19 de Marko Roth : Jacques

### Télévision

#### Séries télévisées
- 2009 : RIS Police Scientifique : Sam Quetel
- 2013 : Ma meuf : David
- 2014 : Borgia : Jean de Foix
- 2015 : Candice Renoir : Milo
- 2015 : Versailles : un homme
- 2017 : Engrenages : gardien Fabien Calvi
- 2017 : Riviera : Alain
- 2018 : Mongeville : Elias Lahoud / Medhi Belkacem
- 2019 - 2020 : Kidnapping : Grégoire Moreau
- 2019 - 2020 : L'Effondrement
- 2020 : Un homme ordinaire : Simon
- 2021 : Mortel : brigadier Delaunay
- 2021 - 2023 : Les Invisibles : Ben
- 2023 : Cœurs noirs : Olivier
- 2024 : The New Look : Georges Vigouroux
- 2024 : Furies : Nico - le Boueux

#### Téléfilms
- 2015 : Crime à Aigues-Mortes de Claude-Michel Rome : Kévin Leroy
- 2015 : Les Heures souterraines de Philippe Harel : Pierre

## Théâtre
- 2007 - 2008 : Les Trois Sœurs, mise en scène de Vincent Macaigne, Montpellier
- 2009 : Peintures fraîches, mise en scène de Philippe Torreton, CNSAD
- 2011 : Traverses, mise en scène de Philippe Duclos, CNSAD
- 2011 : Roméo et Juliette (Shakespeare), mise en scène d'Olivier Py, Théâtre de l'Odéon